# فرودگاه شهری آلبرت لی
فرودگاه شهری آلبرت لی (به انگلیسی: Albert Lea Municipal Airport) یک فرودگاه همگانی بهره‌برداری هوایی با کد یاتا AEL است که یک باند فرود آسفالت دارد و طول باند آن ۱۳۷۲ متر است. این فرودگاه در شهر آلبرت لی، مینه‌سوتا کشور ایالات متحده آمریکا قرار دارد و در ارتفاع ۳۸۴ متری از سطح دریا واقع شده‌است.